# 앨런 아메리칸스
| 앨런 아메리칸스 |                                            |
| 콘퍼런스        | 서부 콘퍼런스                              |
| 디비전          | 마운틴 디비전                              |
| 설립연도        | 2009년 2014년(ECHL 가입)                   |
| 해체연도        |                                            |
| 역사            | 앨런 아메리칸스 (2009년~현재)              |
| 경기장          | 앨런 이벤트 센터                           |
| 연고지          | 텍사스주 앨런                              |
| 상징색          | 빨강, 하양, 남색                           |
| 구단주          | 스티븐 브라더스 스포츠 매니지먼트          |
| 단장            | 스티브 마르틴손                            |
| 감독            | 스티브 마르틴손                            |
| NHL 제휴        | 유타 매머드                                |
| AHL 제휴        | 산호세 바라쿠다                            |
| 정규시즌 우승   | CHL : 2 (2011, 2013)                       |
| 콘퍼런스 우승   | CHL : 3 (2010, 2013, 2014) ECHL : 1 (2015) |
| 디비전 우승     | CHL : 2 (2010, 2011) ECHL : 1 (2015)       |
| 켈리 컵         | 1 (2015)                                   |
| 영구 결번       | -                                          |

앨런 아메리칸스(Allen Americans)는 미국 텍사스주 앨런을 연고지로 하는 ECHL의 서부 콘퍼런스 마운틴 디비전 소속 아이스 하키팀이다. 2009년부터 2014년까지 CHL에 참가하였다가, 2014~2015시즌부터 ECHL로 옮겼다.

## 역대 홈경기장
| 경기장           | 사용기간    | 수용인원 | 장소          | 비고 |
| ---------------- | ----------- | -------- | ------------- | ---- |
| 앨런 아메리칸스  |             |          |               |      |
| 앨런 이벤트 센터 | 2009년~현재 | 6,275명  | 텍사스주 앨런 | 빈칸 |